# Dora Moroni
Dora Moroni (Ravenna, 14 dicembre 1954) è una cantante e soubrette italiana.

## Biografia

### Gli inizi
Nata nel 1954, partecipa fin da piccola a vari concorsi canori, vincendo il primo a 8 anni, nella città natale. Nel 1974 partecipa alla trasmissione musicale di piazza Rally canoro, e conosce Corrado. L'anno seguente posa per un servizio fotografico su una rivista in Spagna, paese nel quale pare avviarsi alla carriera di attrice, quando Corrado le offre di affiancarlo nella prima edizione (1976-1977) di Domenica in. Il nuovo programma è un grande successo, con punte di 18 milioni di spettatori e la Moroni, per volere dello stesso Corrado (che è anche coautore di due sue canzoni, oltre che ideatore della trasmissione) interpreta per la prima volta il ruolo di valletta "parlante": presenta, recita, canta, balla. E tra l'altro, è l'interprete della sigla di chiusura, nella seconda parte del primo anno di messa in onda, Ma...se..., che ha lo stesso Corrado tra gli autori. Nello stesso periodo recita anche in fotoromanzi e in uno sceneggiato televisivo.
Nel corso della seconda edizione, lascia temporaneamente il programma per dedicarsi alla carriera di cantante. Nello stesso 1977 pubblica il suo secondo 45 giri Soli, e partecipa al Festival di Sanremo 1978 con il brano Ora (scritto da Donatella Rettore), che non si classifica tra i nove finalisti. In quel periodo viene sostituita per qualche mese dalla bresciana Patrizia Giugno, che muore improvvisamente a soli 21 anni, il 25 marzo 1978, a causa di una trombosi, venendo a sua volta sostituita da Isabella Goldmann. Poi riprende il posto di valletta, che mantiene per tredici puntate fino al termine della stagione. È ancora interprete della sigla del programma, stavolta quella di chiusura, Che facciamo stasera?, ed esce il suo primo LP intitolato Dora Moroni in..., che promuove all'interno del programma stesso.
Nello stesso anno è protagonista dello spot pubblicitario di un dentifricio. La sua popolarità è oramai altissima ed è probabilmente in questo periodo la soubrette più amata della televisione italiana e sembra destinata a un crescente successo. Nell'estate dello stesso anno è impegnata nello spettacolo itinerante Rally canoro, sempre al fianco di Corrado.

### L'incidente con Corrado (1978)
La notte del 13 luglio 1978, insieme con Corrado e alla sua compagna Marina Donato, la soubrette fa ritorno a Roma dopo una serata a Civitavecchia. Mentre i tre stavano percorrendo l'autostrada Roma-Civitavecchia, il conduttore perde il controllo della propria Lancia Gamma che si scontra contro il guardrail: la Moroni viene sbalzata fuori dal finestrino.
L'incidente, che la fa rimanere in coma per sei settimane, la costringerà a una lunghissima convalescenza. Le funzioni del linguaggio rimarranno in parte compromesse, rendendole impossibile continuare la carriera. La degenza ospedaliera durerà nove mesi, durante i quali viene anche operata alla gola per ridarle l'uso della parola.

### Ripresa dell'attività televisiva
Dora Moroni, che aveva vissuto a Milano per un periodo col marito, torna a vivere a Ravenna. Nel 1997 è ospite di una trasmissione su Telemontecarlo, dove riceve in diretta una telefonata di Corrado: i due non si sentivano da tempo. Nel 2006 torna a Domenica in... con un suo spazio musicale, a 30 anni esatti dall'esordio e 28 dalla sua ultima apparizione come valletta, grazie all'iniziativa di Mara Venier. Il 15 aprile 2011 è ospite a La vita in diretta, dove si esibisce cantando con Christian. L'8 febbraio 2015 è ospite a Domenica Live su Canale 5, dove viene intervistata sulla sua vita da Barbara D'Urso e dove incontra di nuovo Christian, con cui dà vita a un siparietto familiare.
Il 10 gennaio 2016 torna ospite dalla D'Urso con Christian, la nuora e la nipote; e di nuovo il 22 gennaio 2017, sempre con Christian, per parlare della sua vita e della mancanza della mamma, deceduta il mese prima. Il 21 giugno 2020 è ospite a Live - Non è la D'Urso e racconta di aver perso la causa contro un ospedale e un dottore a seguito di un intervento chirurgico all'occhio non andato a buon fine, con conseguente condanna pecuniaria di circa 35000 €. Dichiara anche che non ha il denaro necessario ed è quindi costretta a vendere la casa che ha ricevuto in eredità dalla madre.

### Vita privata
Dora Moroni si è sposata con il cantante Christian nel 1986; l'anno successivo ha avuto un figlio, Alfredo; si separa nel 1997 e nello stesso anno la Moroni perde la sorella Mary, che come la madre era stata una figura di grande aiuto nel suo recupero dall'incidente; ha un nipote nato nel 2008; si professa cattolica.

## Discografia

### Album
- 1978 – Dora Moroni in... (Ri-Fi, RDZ-ST-14292, LP)
- 1995 – Parlami (ROS, 480464-2, CD) con Christian

### Singoli
- 1977 – Ma...se.../Felice (Ri-Fi, RFN-NP-16698, 7″)
- 1977 – Soli/Anime nude (Ri-Fi, RFN-NP-16722, 7″)
- 1978 – Ora/Io sono unica (Ri-Fi, RFN-NP-16737, 7″)
- 1978 – Che facciamo stasera/Sensazioni e sentimenti (Ri-Fi, RFN-NP-16746, 7″)
- 1983 – Buona giornata/Buona giornata (strumentale) (Cinevox, RC 1171, 7″)
- 2017 – Inferno e paradiso[2] (in coppia con Christian)